# Provincia di Zamboanga Sibugay
Zamboanga Sibugay è una provincia delle Filippine. Il capoluogo e la città più popolosa della provincia è Ipil.

## Geografia fisica
La provincia di Zamboanga Sibugay ha una forma di arco ed occupa la parte meridionale del segmento centrale della penisola di Zamboanga sull'isola di Mindanao
A sud si affaccia sulla baia di Sibugay, parte del golfo di Moro, e partendo da ovest, in senso orario, confina con l'area metropolitana di Zamboanga, con la provincia di Zamboanga del Norte e con la provincia di Zamboanga del Sur.
Il territorio dal paesaggio molto vario è caratterizzato dalla presenza del fiume Sibugay che forma una grande vallata che attraversa tutta la parte occidentale dell'isola e sfocia nella baia omonima.

## Storia
La provincia di Zamboanga Sibugay è stata costituita nel febbraio 2001 in seguito ad una votazione scorporando del territorio dalla provincia di Zamboanga del Sur.

## Geografia antropica

### Suddivisioni amministrative
La provincia di Zamboanga Sibugay comprende 16 municipalità.
| - Alicia - Buug - Diplahan - Imelda - Ipil - Kabasalan - Mabuhay - Malangas | - Naga - Olutanga - Payao - Roseller Lim - Siay - Talusan - Titay - Tungawan |